# Паленке (аэропорт)
Международный аэропорт Паленке (ИАТА: PQM, ИКАО: MMPQ) международный аэропорт, расположенный в городе Паленке, штат Чьяпас, Мексика. Обслуживает местные и международные рейсы из города Паленке. Оператор — федеральная государственная компания Aeropuertos y Servicios Auxiliares.
Аэропорт способен принимать самолёты типа ATR 72.